# 北原政吉
北原政吉（きたはら まさよし，1908年—2005年）是日本岐阜縣出身的詩人、畫家、教師，日治時代活躍在台灣文學界。 

## 略歷
岐阜縣出身，大正年間渡台，台北第一師範學校（現台北市立教育大學）畢業後，進入日本大學藝術科，回台後於1929年至1941年擔任壽小學校（今台北市萬華區西門國小）的訓導（教師），同時也從事文筆活動。1936年，自費出版詩集『影』。1939年，和西川滿、長崎浩、黃得時、龍瑛宗等作家組成「台灣詩人協會」，擔任機關雜誌「華麗島」之編輯人。作品散見於「台灣日日新報」、「文藝台灣」等報章雜誌。1941年，返回日本內地，擔任文藝台灣社東京支局長。戰後，持續和台灣藝文界交流，為笠詩社同人，和陳千武是知交，曾鼓勵龍瑛宗再次以日文寫作。1975年，為紀念石川欽一郎和小原整對台灣美術教育的貢獻，和鄭世璠、李石樵等人創辦「芳蘭美術會」，並舉辦展覽會。1979年、1989年，和陳千武合編『台湾現代詩集』、『続‧台湾現代詩集』，將台灣現代詩介紹至日本。

## 作品
- 『台湾現代詩集』，熊本市：もぐら書房，1979年。
- 『続‧台湾現代詩集』，熊本市：もぐら書房，1989年。

等

## 脚注
1. ↑  国立国会図書館サーチ